# 벽돌 현상

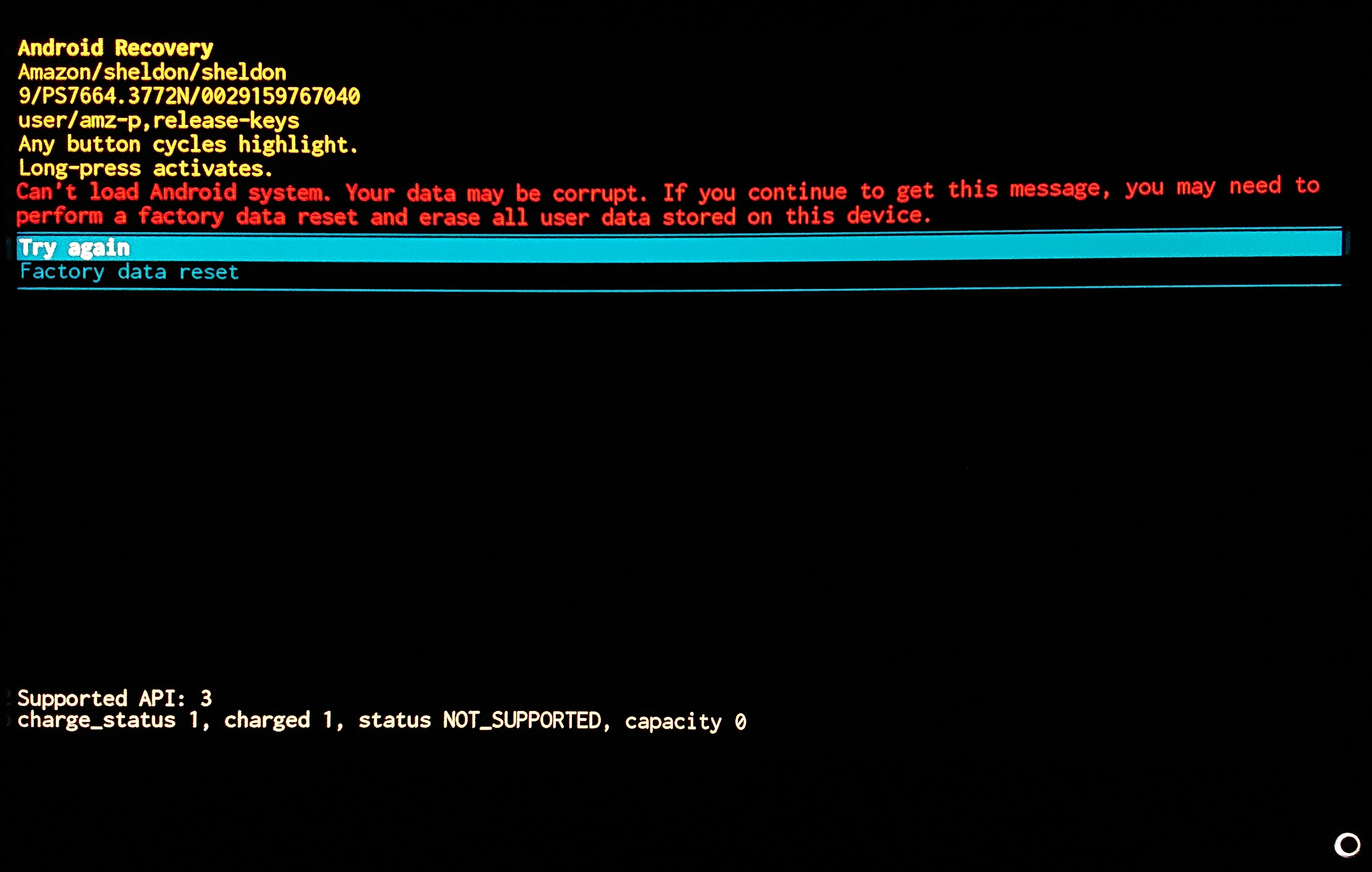
긴급 복구로 부팅하고 사용자에게 /data 파티션이 손상되었음을 알리고 다시 사용할 수 있도록 하려면 공장 초기화를 요구하는 소프트 브릭 파이어 TV 스틱.

벽돌 현상(brick)은 손상된 펌웨어, 하드웨어 문제 또는 기타 손상으로 인해 더 이상 작동하지 않는 모바일 장치, 게임 콘솔, 라우터, 컴퓨터 또는 기타 전자 장치이다. 이 용어는 장치를 벽돌의 현대 기술 유용성에 비유한다.

## 원인과 예방
기기의 벽돌 현상은 장치 업데이트 시도를 중단한 결과로 발생하는 경우가 가장 많다. 많은 장치에는 완료되기 전에 중단되어서는 안 되는 업데이트 절차가 있다. 정전, 사용자 개입 또는 기타 이유로 인해 중단된 경우 기존 펌웨어가 부분적으로 덮어쓰기되어 사용할 수 없게 될 수 있다. 중단에 대해 가능한 모든 예방 조치를 취함으로써 손상 위험을 최소화할 수 있다.
오류가 있는 펌웨어를 설치하거나, 하드웨어의 다른 개정판을 설치하거나, 특정 지역에서 판매되는 DVD만 재생하는 DVD 펌웨어와 같이 제대로 패치되지 않은 펌웨어를 설치하는 경우에도 벽돌 현상이 발생할 수 있다.
또한 장치는 맬웨어(악성 소프트웨어)로 인해 차단될 수 있으며 때로는 의도적으로 유해하지는 않지만 손상을 초래하는 오류가 있는 소프트웨어를 실행하여 차단될 수도 있다.
일부 장치에는 고정 ROM 또는 쓰기 가능한 비휘발성 메모리에 저장된 펌웨어의 백업 복사본이 포함되어 있으며 일반적으로 이를 손상시킬 수 있는 프로세스에 액세스할 수 없다. 펌웨어가 손상되면 장치는 백업 메모리에서 메인 메모리로 복사하여 펌웨어를 복원할 수 있다.